# Apache CloudStack
CloudStack — программное обеспечение с открытым исходным кодом для облачных вычислений, предназначенное для создания, управления и развертывания инфраструктурных облачных сервисов. Оно использует существующие платформы гипервизоров KVM, VMware (vSphere,  ESXi и vCenter), XenServer/XCP, LXC и другие. Помимо собственного API, CloudStack также поддерживает API Amazon Web Services (AWS) и API Open Cloud Computing Interface, предложенный сообществом Open Grid Forum

## История
CloudStack изначально был разработан американской компанией VMOps, вскорости переименованной в Cloud.com.
VMOps была основана в 2008 году Шен Ляном, в компании работали Шеннон Уильямс, Алекс Хуанг, Уилл Чан и Чирадип Виттал. Компания привлекла в общей сложности 17,6 млн долларов венчурного финансирования от Redpoint Ventures, Nexus Ventures и Index Ventures (Redpoint и Nexus возглавили первоначальный раунд финансирования серии A). Компания изменила свое название с VMOps на Cloud.com 4 мая 2010 года, когда она вышла из тени, анонсировав свой продукт. Штаб-квартира Cloud.com располагалась в городе Купертино в штате Калифорния (США).
В мае 2010 года Cloud.com выпустила большую часть CloudStack как бесплатное программное обеспечение под GNU GPL версии 3 (GPLv3). Компания оставила около 5% кода закрытым. Cloud.com и Citrix поддержали OpenStack, еще одну программу облачных вычислений под лицензией Apache, когда о ней было объявлено в июле 2010 года.
В октябре 2010 года Cloud.com объявила о партнерстве с Microsoft для разработки кода, обеспечивающего интеграцию и поддержку Windows Server 2008 R2 Hyper-V в проекте OpenStack.
12 июля 2011 года Citrix Systems приобрела Cloud.com, заплатив приблизительно 200 миллионов долларов. В августе 2011 года Citrix открыла код CloudStack под Лицензией Apache, и в дальнейшем разработку стал координировать Apache Foundation. В феврале 2012 года Citrix выпустила CloudStack 3.0. В этой версии добавлен новый функционал, в том числе поддержка Swift и решение OpenStack для хранения объектов, похожее на S3. В апреле 2012 года Citrix передала CloudStack в дар Apache Software Foundation (ASF), где он был принят в инкубатор Apache, при этом Citrix изменила лицензию на Apache License версии 2. На этом Citrix прекратила свое участие в разработке OpenStack.
6 ноября 2012 г. ASF объявил об инкубации CloudStack 4.0.0, первого стабильного релиза после присоединения CloudStack к ASF. 20 марта 2013 г. CloudStack был выведен из инкубатора Apache и стал проектом верхнего уровня (TLP) ASF. В ASF первым стабильным поддерживаемым выпуском CloudStack является версия 4.0.2.

## Ключевые возможности
Основные возможности ПО CloudStack:
- Встроенная высокая доступность для хостов и виртуальных машин
- Веб-интерфейс AJAX для управления
- Совместимость с AWS API
- Независимость от гипервизора
- Управление снимками состояния виртуальных машин
- Метрики использования
- Управление сетью (VLAN, группы безопасности)
- Виртуальные маршрутизаторы, брандмауэры, балансировщики нагрузки
- Поддержка множества ролей

## Поддерживаемые гипервизоры
| Гипервизор          | Версия  | EOL (Завершение поддержки) |
| VMware vSphere      | 6,5     | 10.15.2022                 |
| VMware vSphere      | 6.7     | 10.15.2022                 |
| VMware vSphere      | 7,0     | 04.02.2025                 |
| Citrix Hypervisor   | 7.1     | 12.12.2023                 |
| Citrix Hypervisor   | 7.2     | 12.12.2023                 |
| Citrix Hypervisor   | 7.4     | 12.12.2023                 |
| Citrix Hyprevisor   | 7,5     | 12.12.2023                 |
| Citrix Hypervisor   | 8,0     | 25.07.2025                 |
| XCP-ng              | 7.4     | 31.12.2018                 |
| XCP-ng              | 7.6     | 30.03.2020                 |
| XCP-ng              | 8,0     | 11.13.2020                 |
| XCP-ng              | 8.1     | 31.03.2021                 |
| XCP-ng              | 8.2     | 25.06.2025                 |
| Centos/Red Hat, KVM | 7       | 30.08.2021                 |
| Centos/Red Hat, KVM | 8       | 05.31.2029                 |
| Ubuntu с KVM        | 18      | 2028                       |
| Ubuntu с KVM        | 20      | 2030                       |
| OpenSuse Leap / KVM | 15      | 01.04.2022                 |
| SLES                | 15      | 07.31.2028                 |
| Rocky Linux         | 8       | 2029                       |
| Red Hat с LXC       | 7       | 30.08.2021                 |
| Microsoft Hyper-V   | 2012 R2 | 10.10.2023                 |

## Хосты без использования гипервизоров
- RHEL или CentOS версий 7.x
- Ubuntu 16.04

## Архитектура развертывания
Система с минимально необходимой производительностью представляет собой один компьютер, на котором запущен CloudStack Management Server, и второй компьютер, выступающей в роли облачной инфраструктуры (в данном случае это очень простая инфраструктура, состоящая из одного хоста, на котором запущено программное обеспечение гипервизора). В самом маленьком развертывании одна машина может выступать как в качестве сервера управления, так и в качестве хоста гипервизора с  гипервизором KVM.
Можно настроить несколько серверов управления для резервирования и балансировки нагрузки, чтобы все они использовали общую базу данных MySQL. 

## Пользователи
В июле 2012 года сообщалось, что Datapipe запустила крупнейшее международное общедоступное облако, построенное на CloudStack, которое включает 6 центров обработки данных в США, Великобритании и странах Азии.